# Annalen von Loch Cé
Die Annalen von Loch Cé (irisch: Annála Locha Cé, englisch: Annals of Loch Cé) gehören zu den wichtigsten Chroniken der mittelalterlichen Geschichte Irlands mit einem besonderen Schwerpunkt auf Connacht. Sie sind weitgehend in irischer Sprache verfasst mit sehr wenigen lateinischen Einträgen. Sie umfassen den Zeitraum von 1014 bis 1590 und wurden unter der Leitung von Brian Mac Diarmata († 1592) am Loch Cé (Lough Key) bei Boyle in der Grafschaft Roscommon zusammengetragen.

## Erhaltene Handschriften
Es gibt zwei erhaltene Handschriften:
- Die Handschrift aus der Bibliothek des Trinity College in Dublin enthält Einträge für die Jahre 1014 bis 1571. Einträge für 1138 bis 1170 und von 1316 bis 1384 fehlen.

- Die British Library in London besitzt eine weitere Handschrift, die die Jahre 1568 bis 1590 umfasst.